# كويزي أبيض
كويزي أبيض (الاسم العلمي: Cantharellus albidus) هو نوع من الفطريات يتبع جنس الكويزي من فصيلة الكويزية.